# Раздоры (Лозовский район)
Раздоры (укр. Роздори) — село,
Переможанский сельский совет,
Лозовский район,
Харьковская область.
Код КОАТУУ — 6323985004. Население по переписи 2001 года составляет 138 (55/83 м/ж) человек.

## Географическое положение
Село Раздоры находится на расстоянии в 2 км от сёл Герсевановка и Червоный Кут.
Рядом проходят автомобильная дорога Т-2107 и железная дорога, станция Герсевановский.
По селу протекает пересыхающий ручей с запрудой.

## Происхождение названия
Раздор — «разречье, разделенье реки на рукава, на потоки, разбитое на рукава устье», но возле села нет рек. Также в архивных документах село иногда фигурирует как "Новая Раздора". Эти два факта наталкивают на мысль о том, что при переселении основатели села дали ему название, как в том же населенном пункте, откуда они родом.
На территории Украины 3 населённых пункта с названием Раздоры.

## История
- 1897 — дата упоминания в списке немецких колоний Екатеринославской губернии[2]
- 1905  — дата основания, указанная на сайте Верховной Рады Украины[3].
- 1927 — дата упоминания на карте Харьковской округи, согласно обозначениям на карте соответствует сельсовету [4]
- 1942 — дата упоминания на немецкой административной карте Харьковской области, у поминается как "N.Razdory", что, по всей видимости, означает Новые Раздоры[5]
- В архивных документах встречается альтернативные названия: Новые-Раздоры и Эйгенфельдъ[1]

## Село в конце XIX века
Согласно архивных данных  по состоянию на 1898 село входило в состав Екатериновской волости, Павлоградского уезда, Екатеринославской губернии. При этом село было единственным в волости, где земля была указана как "частные владения", в остальных селах используется сокращение "б.п." (бывшие помещичьи). Село насчитывало 51 двор, в которых проживало 477 человек, из них 229 мужчин и 248 женщин.

## Село в начале XX века
Согласно архивных данных  по состоянию на 1908 г. село увеличилось до 82 дворов, в которых проживало 559 человек (прирост за 10 лет — 82 человека), из них 275 мужчин и 284 женщины.

## Село во время Второй Мировой войны
Безусловно, война не прошла стороной село и её жители были призваны в ряды красной армии, в частности. В частности герой советского союза Белоусов Василий Савельевич

## Экономика
- Молочно-товарная ферма.

## Упоминания в архивных документах
- Список населенных мест Павлоградского уезда Екатеринославской губернии. 1911 год
- Список волостей Украинской Советской Социалистической Республики. 1921 год